# Meeting Herculis 2020
Navigation
Édition précédente Édition suivante
Le Meeting Herculis 2020 est la 33e édition du Meeting Herculis qui a lieu le 14 août 2020 au Stade Louis-II de Monaco. Il constitue la première étape de la Ligue de diamant 2020, le calendrier des meetings étant modifié en raison de la pandémie de Covid-19. 

## Faits marquants
L'Ougandais Joshua Cheptegei établit un nouveau record du monde du 5 000 mètres en 12 min 35 s 36, améliorant de près de deux secondes l'ancienne meilleure marque mondiale détenu depuis 2004 par l'Éthiopien Kenenisa Bekele.

## Résultats

### Hommes
| Rang | Athlète         | Temps        | Points |
| ---- | --------------- | ------------ | ------ |
| 1    | Noah Lyles      | 19 s 76 (WL) |        |
| 2    | Josephus Lyles  | 20 s 30      |        |
| 3    | Deniz Almas     | 20 s 64 (PB) |        |
| 4    | Adam Gemili     | 20 s 68      |        |
| 5    | Ramil Guliyev   | 20 s 80      |        |
| 6    | Mario Burke     | 20 s 91      |        |
| 7    | Marvin René     | 20 s 97      |        |
| 8    | Mouhamadou Fall | 21 s 20      |        |

| Rang | Athlète         | Temps              | Points |
| ---- | --------------- | ------------------ | ------ |
| 1    | Donavan Brazier | 1 min 43 s 15 (WL) |        |
| 2    | Bryce Hoppel    | 1 min 43 s 23 (PB) |        |
| 3    | Marco Arop      | 1 min 44 s 14 (PB) |        |
| 4    | Benjamin Robert | 1 min 44 s 56 (PB) |        |
| 5    | Kyle Langford   | 1 min 44 s 83 (PB) |        |
| 6    | Marc Reuther    | 1 min 44 s 93 (PB) |        |
| 7    | Peter Bol       | 1 min 44 s 96      |        |
| 8    | Ferguson Rotich | 1 min 45 s 48      |        |

| Rang | Athlète               | Temps                  | Points |
| ---- | --------------------- | ---------------------- | ------ |
| 1    | Timothy Cheruiyot     | 3 min 28 s 45 (WL)     |        |
| 2    | Jakob Ingebrigtsen    | 3 min 28 s 68 (AR, PB) |        |
| 3    | Jake Wightman         | 3 min 29 s 47 (PB)     |        |
| 4    | Filip Ingebrigtsen    | 3 min 30 s 35          |        |
| 5    | Yomif Kejelcha        | 3 min 32 s 69          |        |
| 6    | Jesús Gómez           | 3 min 33 s 07 (PB)     |        |
| 7    | Marcin Lewandowski    | 3 min 33 s 99          |        |
| 8    | Charlie Da'Vall Grice | 3 min 34 s 63          |        |

| Rang | Athlète                  | Temps                   | Points |
| ---- | ------------------------ | ----------------------- | ------ |
| 1    | Joshua Cheptegei         | 12 min 35 s 36 (WR)     |        |
| 2    | Nicholas Kipkorir Kimeli | 12 min 51 s 78 (PB)     |        |
| 3    | Jacob Krop               | 13 min 11 s 32          |        |
| 4    | Mike Foppen              | 13 min 13 s 06 (NR, PB) |        |
| 5    | Ouassim Oumaiz           | 13 min 13 s 14 (PB)     |        |
| 6    | Stewart McSweyn          | 13 min 13 s 22          |        |
| 7    | Jimmy Gressier           | 13 min 15 s 77 (PB)     |        |
| 8    | Per Svela                | 13 min 23 s 97 (PB)     |        |

| Rang | Athlète            | Temps        | Points |
| ---- | ------------------ | ------------ | ------ |
| 1    | Orlando Ortega     | 13 s 11 (WL) |        |
| 2    | Andrew Pozzi       | 13 s 14 (PB) |        |
| 3    | Wilhem Belocian    | 13 s 18 (PB) |        |
| 4    | Grant Holloway     | 13 s 19 (SB) |        |
| 5    | Paolo Dal Molin    | 13 s 61 (SB) |        |
| 6    | Vladimir Vukicevic | 13 s 75      |        |
| 7    | Jason Joseph       | 13 s 84      |        |
| 8    | Antonio Alkana     | 13 s 87      |        |

| Rang | Athlète          | Temps            | Points |
| ---- | ---------------- | ---------------- | ------ |
| 1    | Karsten Warholm  | 47 s 10 (WL, MR) |        |
| 2    | Yasmani Copello  | 49 s 04 (SB)     |        |
| 3    | Rasmus Mägi      | 49 s 23 (SB)     |        |
| 4    | Ludvy Vaillant   | 49 s 35 (SB)     |        |
| 5    | Constantin Preis | 49 s 49 (SB)     |        |

| Rang | Athlète             | Temps              | Points |
| ---- | ------------------- | ------------------ | ------ |
| 1    | Soufiane el-Bakkali | 8 min 8 s 04 (WL)  |        |
| 2    | Leonard Bett        | 8 min 8 s 78 (SB)  |        |
| 3    | Djilali Bedrani     | 8 min 13 s 43 (SB) |        |
| 4    | Fernando Carro      | 8 min 13 s 45 (SB) |        |
| 5    | Matthew Hughes      | 8 min 16 s 25 (SB) |        |
| 6    | Topi Raitanen       | 8 min 16 s 57 (PB) |        |
| 7    | Daniel Arce         | 8 min 19 s 40 (PB) |        |
| 8    | Lamecha Girma       | 8 min 22 s 57 (SB) |        |

| Rang | Athlète              | Temps       | Points |
| ---- | -------------------- | ----------- | ------ |
| 1    | Armand Duplantis     | 6 m (WL)    |        |
| 2    | Ben Broeders         | 5,70 m      |        |
| 3    | Ernest Obiena        | 5,70 m (SB) |        |
| 4    | Claudio Stecchi      | 5,50 m (SB) |        |
| 5    | Thiago Braz da Silva | 5,50 m (SB) |        |
| -    | Sam Kendricks        | DNS         |        |
| -    | Valentin Lavillenie  | DNS         |        |

### Femmes
| Rang | Athlète            | Marque       | Points |
| ---- | ------------------ | ------------ | ------ |
| 1    | Ajla Del Ponte     | 11 s 16      |        |
| 2    | Aleia Hobbs        | 11 s 28      |        |
| 3    | Gina Lückenkemper  | 11 s 31 (SB) |        |
| 4    | Marie-Josée Ta Lou | 11 s 39 (SB) |        |
| 5    | Maja Mihalinec     | 11 s 44 (SB) |        |
| 6    | Anna Bongiorni     | 11 s 44      |        |
| 7    | Rebekka Haase      | 11 s 47      |        |
| 8    | Daryll Neita       | 11 s 50 (SB) |        |

| Rang | Athlète                | Temps        | Points |
| ---- | ---------------------- | ------------ | ------ |
| 1    | Lynna Irby             | 50 s 50 (WL) |        |
| 2    | Wadeline Jonathas      | 51 s 40 (SB) |        |
| 3    | Femke Bol              | 51 s 57      |        |
| 4    | Justyna Święty-Ersetic | 52 s 11 (SB) |        |
| 5    | Lada Vondrová          | 52 s 13      |        |
| 6    | Corinna Schwab         | 52 s 21      |        |
| 7    | Anita Horvat           | 52 s 45 (SB) |        |
| 8    | Amandine Brossier      | 52 s 98 (SB) |        |

| Rang | Athlète         | Temps                       | Points |
| ---- | --------------- | --------------------------- | ------ |
| 1    | Faith Kipyegon  | 2 min 29 s 15 (AR, WL, DLR) |        |
| 2    | Laura Muir      | 2 min 30 s 82 (NR, PB)      |        |
| 3    | Ciara Mageean   | 2 min 31 s 06 (NR, PB)      |        |
| 4    | Jemma Reekie    | 2 min 31 s 11 (PB)          |        |
| 5    | Halimah Nakaayi | 2 min 32 s 12 (NR, PB)      |        |
| 6    | Sofia Ennaoui   | 2 min 32 s 30 (NR, PB)      |        |
| 7    | Selina Büchel   | 2 min 35 s 58 (PB)          |        |
| 8    | Winnie Nanyondo | 2 min 36 s 54 (SB)          |        |

| Rang | Athlète            | Temps                   | Points |
| ---- | ------------------ | ----------------------- | ------ |
| 1    | Hellen Obiri       | 14 min 22 s 12 (WL, MR) |        |
| 2    | Letesenbet Gidey   | 14 min 26 s 57 (SB)     |        |
| 3    | Laura Weightman    | 14 min 35 s 44 (PB)     |        |
| 4    | Jessica Hull       | 14 min 43 s 80 (NR, PB) |        |
| 5    | Shannon Rowbury    | 14 min 54 s 11 (SB)     |        |
| 6    | Beatrice Chepkoech | 14 min 55 s 01 (SB)     |        |
| 7    | Eilish McColgan    | 14 min 57 s 37 (SB)     |        |
| 8    | Genevieve Gregson  | 15 min 38 s 22          |        |

| Rang | Athlète                   | Marque      | Points |
| ---- | ------------------------- | ----------- | ------ |
| 1    | Yaroslava Mahuchikh       | 1,98 m (SB) |        |
| 2    | Yuliya Levchenko          | 1,98 m (SB) |        |
| 3    | Jeannelle Scheper         | 1,88 m (SB) |        |
| 4    | Mirela Demireva           | 1,84 m (SB) |        |
| 5    | Salome Lang               | 1,84 m (SB) |        |
| 6    | Katarina Johnson-Thompson | 1,84 m (SB) |        |
| 7    | Erika Furlani             | 1,84 m      |        |

| Rang | Athlète          | Marque       | Points |
| ---- | ---------------- | ------------ | ------ |
| 1    | Yulimar Rojas    | 14,27 m (SB) |        |
| 2    | Gabriela Petrova | 14,18 m      |        |
| 3    | Patrícia Mamona  | 14,08 m      |        |
| 4    | Dovilė Kilty     | 13,98 m      |        |
| 5    | Neja Filipič     | 13,80 m      |        |
| 6    | Naomi Ogbeta     | 13,56 m      |        |
| 7    | Diana Zagainova  | 13,52 m      |        |

## Légende
Records et Performances
- AR : Record continental (area record)
- CR : Record des championnats (championship record)
- MR : Record du meeting (meet record)
- NR : Record national (national record)
- OR : Record olympique (olympic record)
- PR : Record paralympique (paralympic record)
- PB : Record personnel (personal best)
- SB : Meilleure performance personnelle de la saison (season's best)
- WL : Meilleure performance mondiale de l'année (world leader)
- WJR : Record du monde junior (world junior record)
- WR : Record du monde (world record)

Circonstances et Conditions
- DNF : N'a pas terminé (did not finish)
- DNS : N'a pas pris le départ (did not start)
- DQ : Disqualification (disqualification)
- NM : Aucun essai valable enregistré (No Mark)
- Q : Qualifié « directement » au prochain tour (ou à la prochaine compétition), lors d'une compétition majeure, grâce au classement ou à la réalisation des minima (automatic qualifier)
- q : Qualifié au prochain tour (ou à la prochaine compétition), lors d'une compétition majeure, grâce au repêchage ou à la réalisation de l'une des meilleures performances parmi celles des « non qualifiés directement » (grâce au meilleur temps ou à la meilleure distance par exemple) (secondary qualifier)